# Thomas Cole
Thomas Cole, född 1 februari 1801 i Bolton-le-Moors, i Lancashire i England, död 11 februari 1848 i New York, var en amerikansk landskapsmålare.
Thomas Cole föddes i England som son till en textilfabrikant, och han arbetade själv som textildesigner i ungdomen. År 1818, då Cole var sjutton år gammal, emigrerade familjen till USA där de bosatte sig i Steubenville, Ohio. Han lärde sig utan någon som helst formell utbildning grunderna i oljemåleri från en kringresande porträttmålare i Ohio som hette Stein. År 1823 började han studera vid Philadelphia Acadamy of Art och utifrån de grunder han lärt sig utvecklade han en helt egen och unik metod som han sedan använde för alla hans framtida landskapsmålningar. Cole räknas som grundaren till Hudson River-skolan.
Cole fick snabbt framgång och hans målningar fick ett varmt och förtjust mottagande i New York. År 1829 reste Cole till Europa där han träffade bland andra John Constable, Thomas Lawrence och William Turner i London. Han betraktades där som den mest framstående landskapsmålaren i USA.
När Cole återvände till USA hade han för avsikt att måla en allegorisk serie med historiens gång som tema, Rikets mål (The Course of Empire). Hans mecenater tyckte dock mer om hans målningar föreställande den amerikanska naturen och landskapet, vilket gjorde att Cole började måla med ett mer religiöst och mystiskt uttryck. 
Åren 1841-42 gjorde Cole ytterligare en resa till Europa. Där träffade han den unge Frederick Church som visade sig vare en naturbegåvning när det gällde måleri och Cole tog honom genast som lärling. 

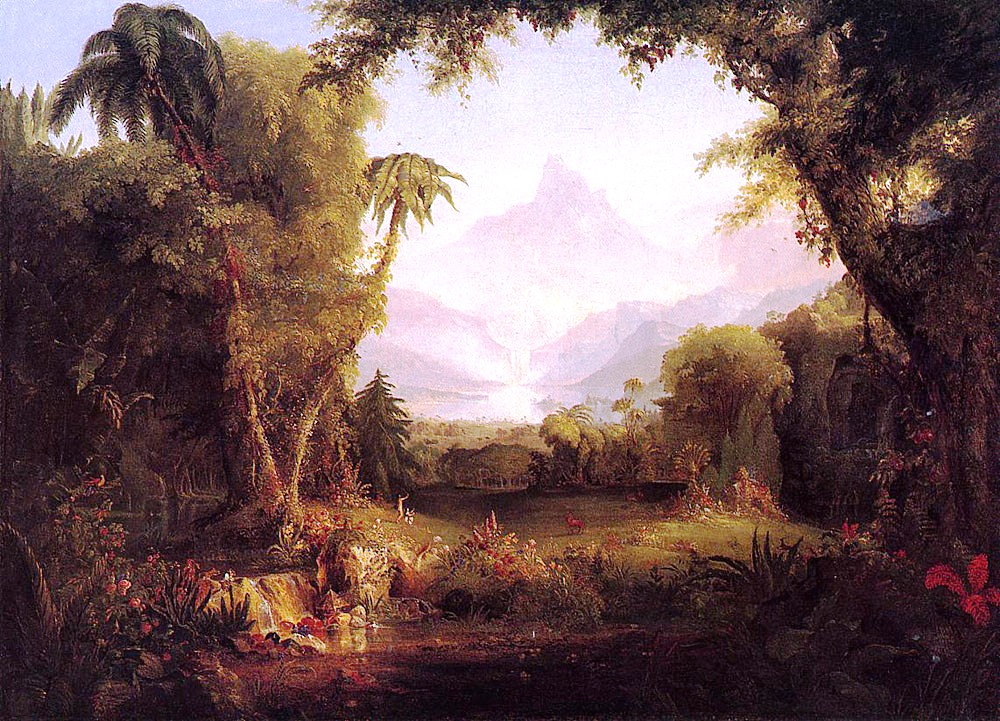
Edens lustgård (1828)
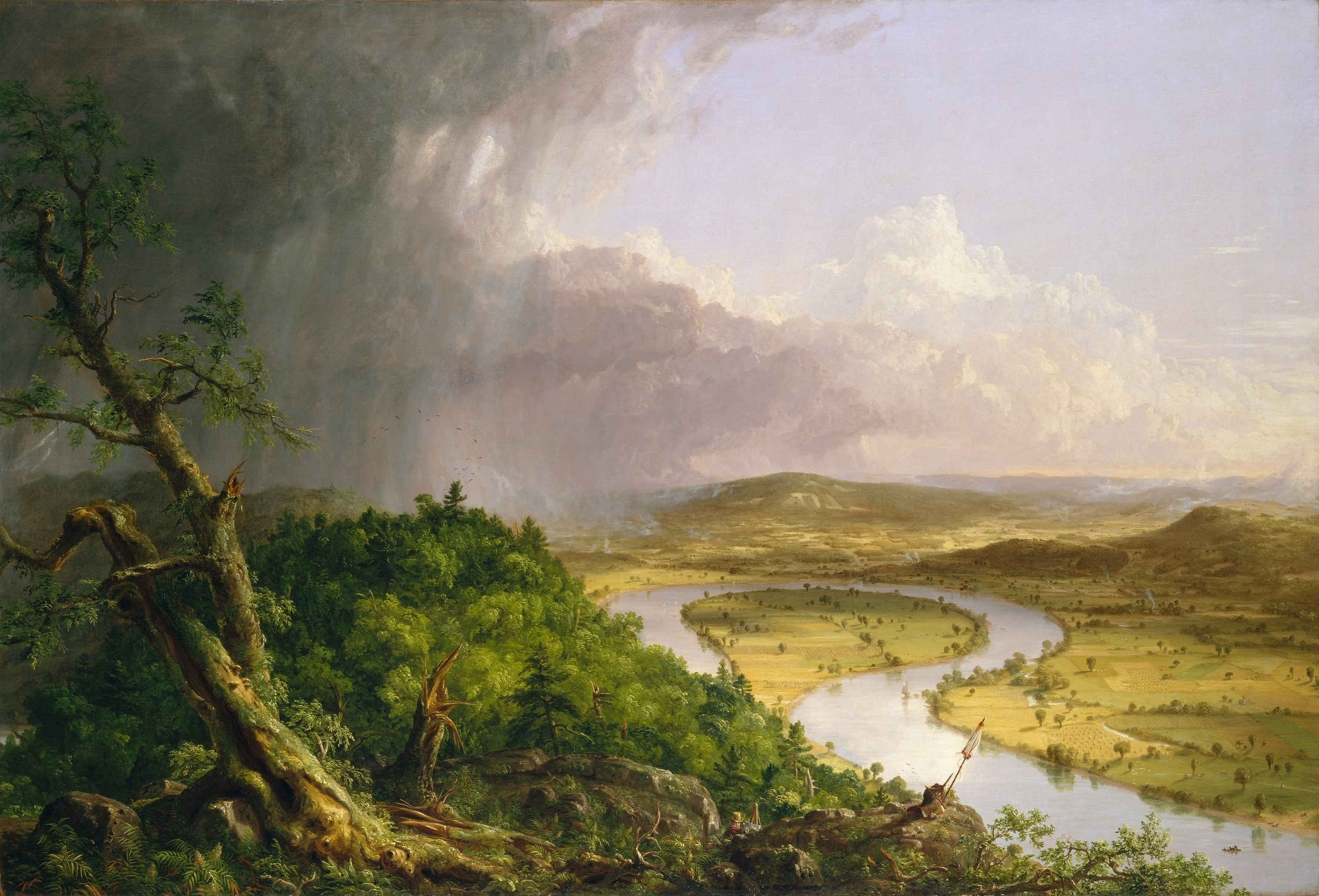
The Oxbow (1836)
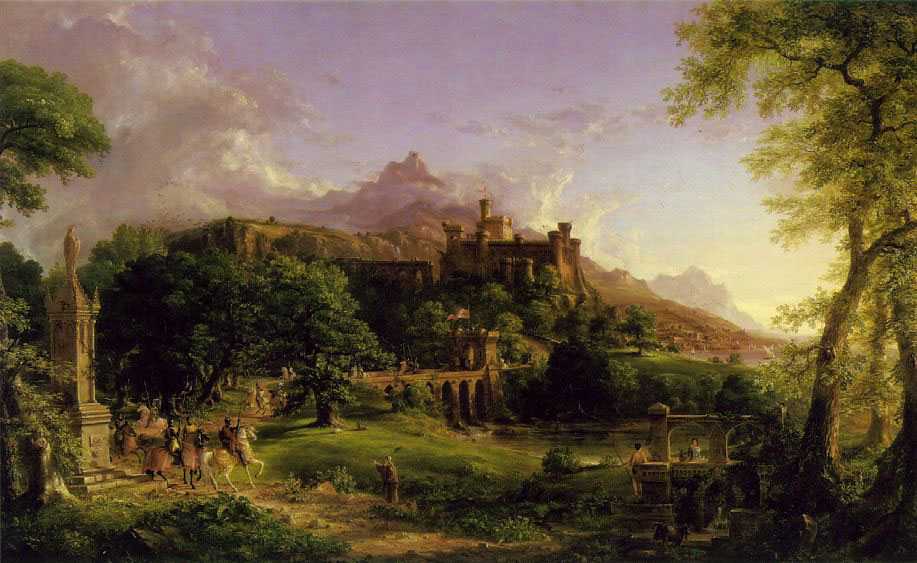
Avresan (1837)
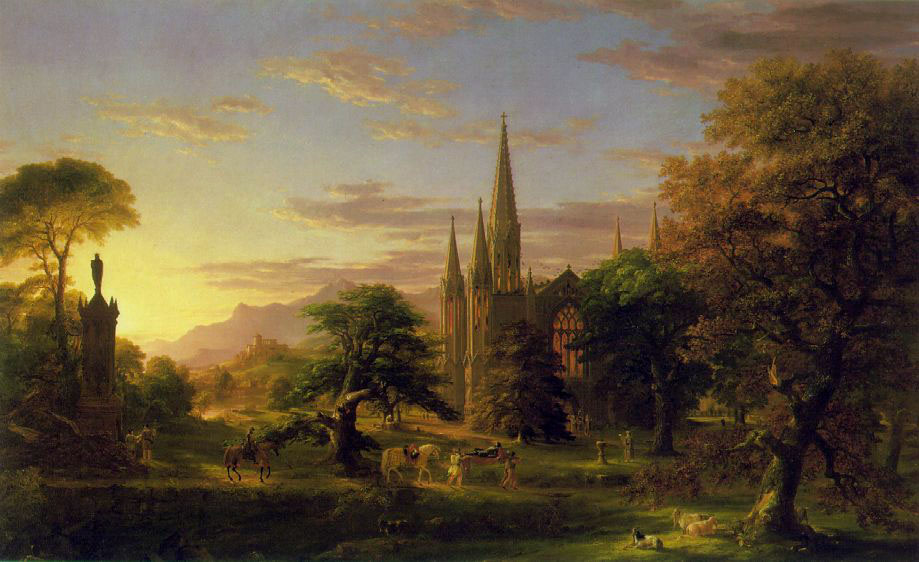
Återkomsten (1837)
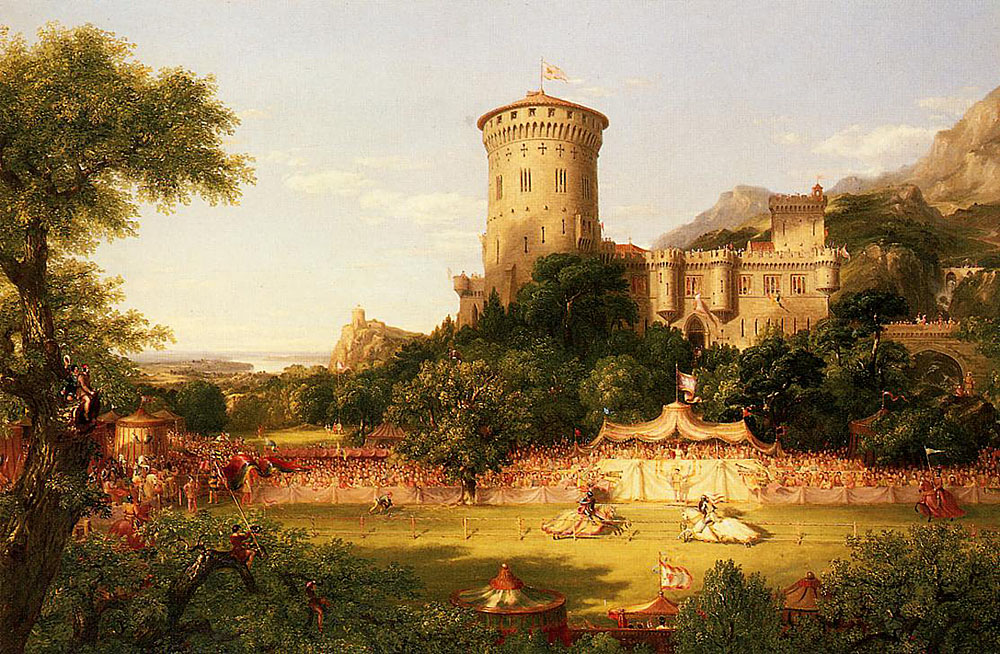
Det förflutna (1838)
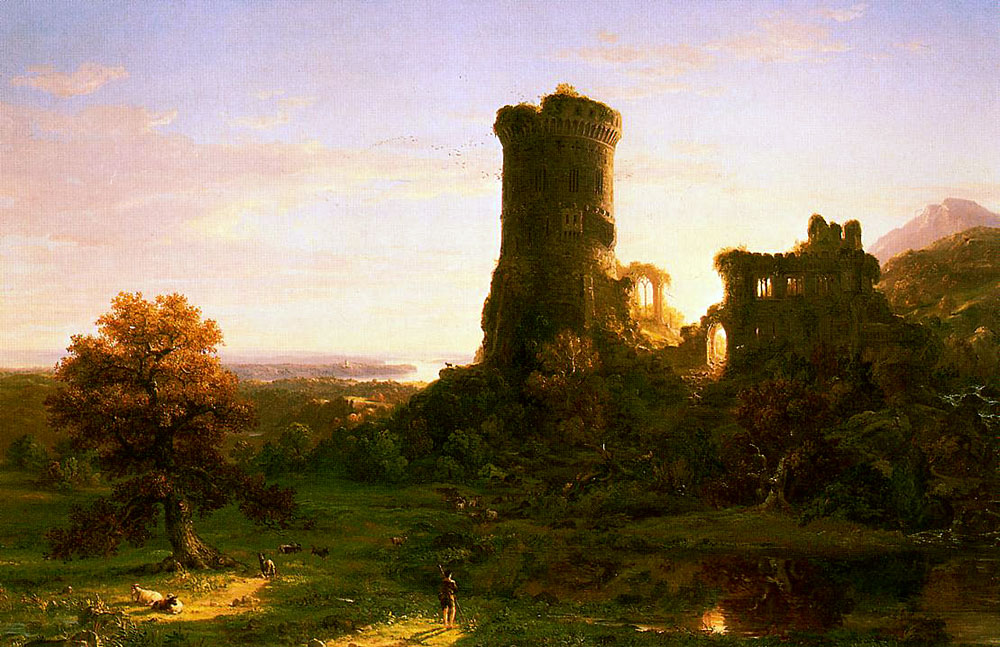
Det nuvarande (1838)
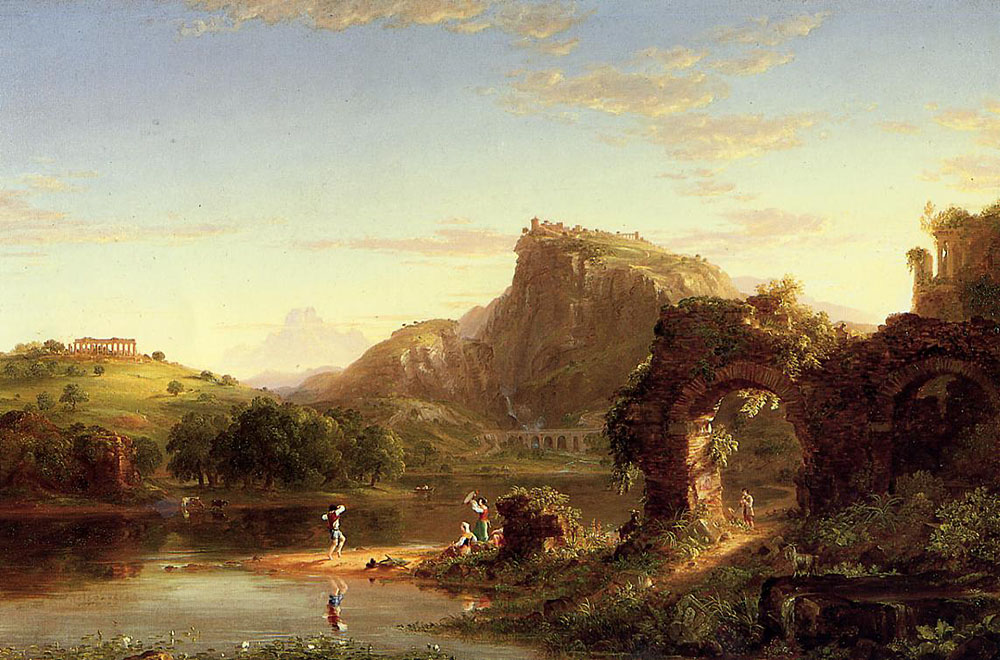
L'Allegro (italiensk solnedgång) (1845)
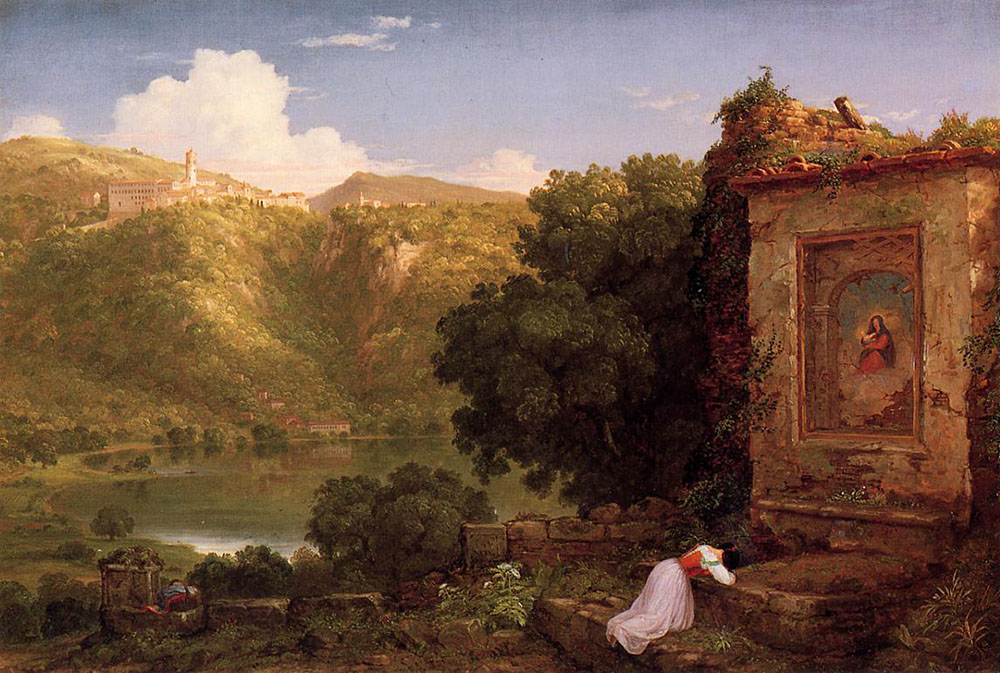
Il Penseroso (1845)